# イ・カシメリニ
イ・カシメリニ（ギリシア語: Η Καθημερινή, 「毎日」の意）は、アテネで発行されている日刊新聞。ギリシャ語で発行され、縮小された英語版もある。英語版はアメリカで分離されて販売されており、ギリシャとキプロスではインターナショナル・ヘラルド・トリビューンの付録として販売されている。2008年11月2日には、カシメリニのキプロス版（週末版）が流通し始めた。カシメリニはまた、"I Kathimerini" S.A.とインターナショナル・ヘラルド・トリビューンによって発行される週刊新聞「Athens Plus」と提携している。
総合的にみて良質な普通サイズ紙であり、主要な保守的メディアの一つであると伝統的に認識されている。
イ・カシメリニは、ゲオルギオス・ヴラホスにより創業され、彼の娘エレニ・ヴラフ（Eleni Vlahou）に所有されていた。1988年からは、アリスティデス・アラフゾスの所有となっている。
ニューヨーク・タイムズと提携している。